# 100 meter (schaatsen)
De 100 meter schaatsen is de kortste officiële schaatsafstand.
De 100 meter valt net als de 140, 160 en 300 meter onder de supersprintafstanden bij het schaatsen. Er wordt gestart in banen en de hele afstand wordt op het rechte stuk van de schaatsbaan gereden.

## Huidige wereldrecords (niet officieel erkend)
|         |                      | Schaats(st)er    | Land       | Tijd  | Datum            | Baan                |
| ------- | -------------------- | ---------------- | ---------- | ----- | ---------------- | ------------------- |
| Mannen  | 100 meter wedstrijd  | Yevgeniy Koshkin | Kazachstan | 9,31  | 28 maart 2025    | Astana              |
| Mannen  | tussentijd 500 meter | Gao Tingyu       | China      | 9,32  | 12 november 2021 | Tomaszow Mazowiecki |
| Vrouwen | 100 meter wedstrijd  | Jenny Wolf       | Duitsland  | 10,21 | 7 maart 2009     | Salt Lake City      |
| Vrouwen | tussentijd 500 meter | Lee Sang-Hwa     | Zuid-Korea | 10,09 | 16 november 2013 | Salt Lake City      |

## De snelste tien 100 meters
Let op: alleen eindtijden van 100 meterwedstrijden worden in de tabel vernoemd, tussentijden van de 500 meter niet. In het langebaanschaatsen worden tussentijden nooit als resultaat gezien. Na de tabel volgt een opsomming van enkele bijzondere 500 meter tussentijden.
| Mannen |                  |         |      |                  |                      |
| Nr.    | Schaatser        | Land    | Tijd | Datum            | Baan                 |
| 1.     | Yuya Oikawa      | Japan   | 9,40 | 7 maart 2009     | Salt Lake City       |
| 2.     | Hiroyasu Shimizu | Japan   | 9,43 | 13 december 2003 | Salt Lake City       |
| 3.     | Tominori Kawada  | Japan   | 9,44 | 10 januari 2003  | Salt Lake City       |
| 4.     | Mark Nielsen     | Canada  | 9,45 | 10 januari 2003  | Salt Lake City       |
| 4.     | Yuya Oikawa      | Japan   | 9,45 | 4 maart 2007     | Calgary              |
| 4.     | Yuya Oikawa      | Japan   | 9,45 | 7 december 2008  | Changchun            |
| 7.     | Mark Nielsen     | Canada  | 9,46 | 13 december 2003 | Salt Lake City       |
| 7.     | Yuma Murakami    | Japan   | 9,46 | 28 maart 2023    | Leeuwarden           |
| 9.     | Pekka Koskela    | Finland | 9,49 | 15 februari 2004 | Collalbo/Klobenstein |
| 10.    | Hiroyasu Shimizu | Japan   | 9,51 | 10 januari 2003  | Salt Lake City       |
| 10.    | Mark Nielsen     | Canada  | 9,51 | 21 maart 2003    | Calgary              |
| 10.    | Mark Nielsen     | Canada  | 9,51 | 23 maart 2003    | Calgary              |

De 100 meter wordt zeer weinig gereden, en daarom is de lijst met snelste officiële 100 meter tijden geen goede graadmeter voor hoe snel de 100 meter afgelegd kan worden. Officieel is er negen keer een 100 meter onder de 9,5 seconden afgelegd, maar tijdens een 500 meter is dat meer dan 110 keer gebeurd, en is er zelfs tien keer onder de 9,4 seconden geopend.
De snelste 100 meter ooit gereden is de 9,32 die de Chinees Gao Tingyu op 12 november 2021 in Tomaszow Mazowiecki reed als opening op de 500 meter. Hij had ook al eens 9,38 geopend. Hiervoor had de Japanner Masaaki Kobayashi lang het officieuze record. Tijdens het WK Afstanden op 14 maart 2003 in de Sportforum Hohenschönhausen schaatshal in Berlijn reed hij tijdens een 500 meter 9,37 over de eerste honderd meter. Ook Hiroyasu Shimizu (9,39) reed al eens onder het wereldrecord van 9,40.
| Vrouwen |                   |           |       |                  |                |
| Nr.     | Schaatsster       | Land      | Tijd  | Datum            | Baan           |
| 1.      | Jenny Wolf        | Duitsland | 10,21 | 7 maart 2009     | Salt Lake City |
| 2.      | Jenny Wolf        | Duitsland | 10,22 | 16 december 2007 | Erfurt         |
| 3.      | Jenny Wolf        | Duitsland | 10,23 | 7 december 2008  | Changchun      |
| 4.      | Jenny Wolf        | Duitsland | 10,24 | 7 december 2008  | Changchun      |
| 5.      | Jenny Wolf        | Duitsland | 10,25 | 7 maart 2009     | Salt Lake City |
| 6.      | Xing Aihua        | China     | 10,27 | 7 december 2008  | Changchun      |
| 7.      | Jenny Wolf        | Duitsland | 10,28 | 4 maart 2007     | Calgary        |
| 8.      | Yu Jing           | China     | 10,29 | 22 februari 2009 | Harbin         |
| 9       | Svetlana Zjoerova | Rusland   | 10,31 | 10 januari 2003  | Salt Lake City |
| 9       | Xing Aihua        | China     | 10,31 | 3 december 2006  | Harbin         |

Ook hier geldt dat deze lijst geen goede graadmeter is voor hoe snel de 100 meter gereden kan worden. Officieel is er acht keer onder de 10,3 seconden gereden op de 100 meter, maar als opening tijdens de 500 meter is dat meer dan 130 keer gebeurd, en is er ook meer dan 20 keer onder de 10,2 seconden geopend.
Lee Sang-hwa reed op 16 november 2013 in de Utah Olympic Oval in Salt Lake City een wereldrecord op de 500 meter. Haar doorkomsttijd na 100 meter was 10,09. Jenny Wolf reed op 16 november 2007 in de Olympic Oval in Calgary tijdens haar wereldrecord op de 500 meter 10,13 over de eerste honderd meter. Haar opening van de tweede 500 meter op de Olympische Spelen van 2010 was 10,14.
 
Op 25 januari 2003 reed Svetlana Kajkan in Vologda een tussentijd van 9,98 over de eerste 100 meter. Deze tijd was echter handgeklokt: een op die manier geregistreerde tijd is gemiddeld 0,3 seconden sneller dan een tijd verkregen met moderne tijdwaarnemingsmiddelen.

De 100m werd enige tijd als wereldbeker-afstand geschaatst maar beelden hiervan werden zelden uitgezonden.

Er is wel een officieel Nederlands record over 100 meter, aangezien deze afstand (evenals de 300m) in supersprinttoernooien verreden wordt. Dat record is bij de vrouwen in handen van Thijsje Oenema, in 10,42. Tijdens haar
Nederlands-recordrace van 37,06 op de 500 meter opende ze echter sneller, in 10,23. Bij de mannen is het Nederlandse record in handen van Jesper Hospes, met 9,56. Ook hier is sneller geopend op de 500 meter, dat record is in handen van Jacques de Koning en staat op 9,47 seconden, gereden in 2011 in Moskou.
100m · 300m · 500m · 1000m · 1500m · 3000m · 5000m · 10.000m · massastart · teamsprint · ploegenachtervolging